# Mohamed Sillah
Mohamed Sillah (ur. 1 września 1975) – sierraleoński piłkarz występujący na pozycji napastnika.

## Kariera klubowa
Sillah karierę rozpoczynał w 1993 roku w zespole Cappellen FC, grającym w trzeciej lidze belgijskiej. W 1994 roku przeszedł do pierwszoligowego KFC Lommel i spędził tam dwa sezony. Następnie występował w drugoligowych drużynach FC Denderleeuw oraz ponownie w Capellen FC.
W 1999 roku Sillah został zawodnikiem tureckiego Vansporu, występującego w pierwszej lidze. W sezonie 1999/2000 spadł wraz z nim do drugiej ligi. W 2001 roku przeszedł do pierwszoligowego Malatyasporu, gdzie spędził sezon 2001/2002. Następnie nie grał już w żadnym klubie.

## Kariera reprezentacyjna
W 1996 roku Sillah został powołany do reprezentacji Sierra Leone na Puchar Narodów Afryki, zakończony przez Sierra Leone na fazie grupowej. Zagrał na nim w meczu z Algierią (0:2).